# Zelené barety
Zelené barety je neoficiální název používaný pro některé speciální jednotky Armády Spojených států amerických - United States Army Special Forces (SF). Jejich základna Fort Bragg se nachází ve městě Fayetteville v Severní Karolíně. Oficiální motto jsou slova De opresso Liber (osvobodit utlačované).
Zelené barety jsou zaměřeny na devět doktrinálních misí: nekonvenční boj, zahraniční vnitřní obranu, přímé akce, protipovstalecký boj, speciální průzkum, boj proti terorismu, informační operace, kontraproliferace zbraní hromadného ničení a pomoc bezpečnostním silám. Jednotka klade důraz na jazykové, kulturní a výcvikové dovednosti při práci s cizími jednotkami; od rekrutů se vyžaduje, aby se naučili cizí jazyk jako součást svého výcviku. Dále musí mít znalosti o politické, ekonomické a kulturní složitosti regionů, ve kterých jsou nasazeni.
Mezi další mise speciálních sil, známé jako sekundární mise, patří bojové pátrání a záchrana (CSAR), boj s narkotiky, záchrana rukojmích, humanitární pomoc, humanitární odminování, informační operace, udržování míru a pátrání po lidech. Na tyto druhořadé mise se mohou specializovat i další složky Velitelství speciálních operací Spojených států (USSOCOM) nebo jiné aktivity americké vlády. Speciální jednotky provádějí tyto mise prostřednictvím sedmi geograficky zaměřených skupin. Mnohé z jejich operačních technik jsou utajeny, ale je k dispozici některá literatura faktu a doktrinální manuály.

## Historie

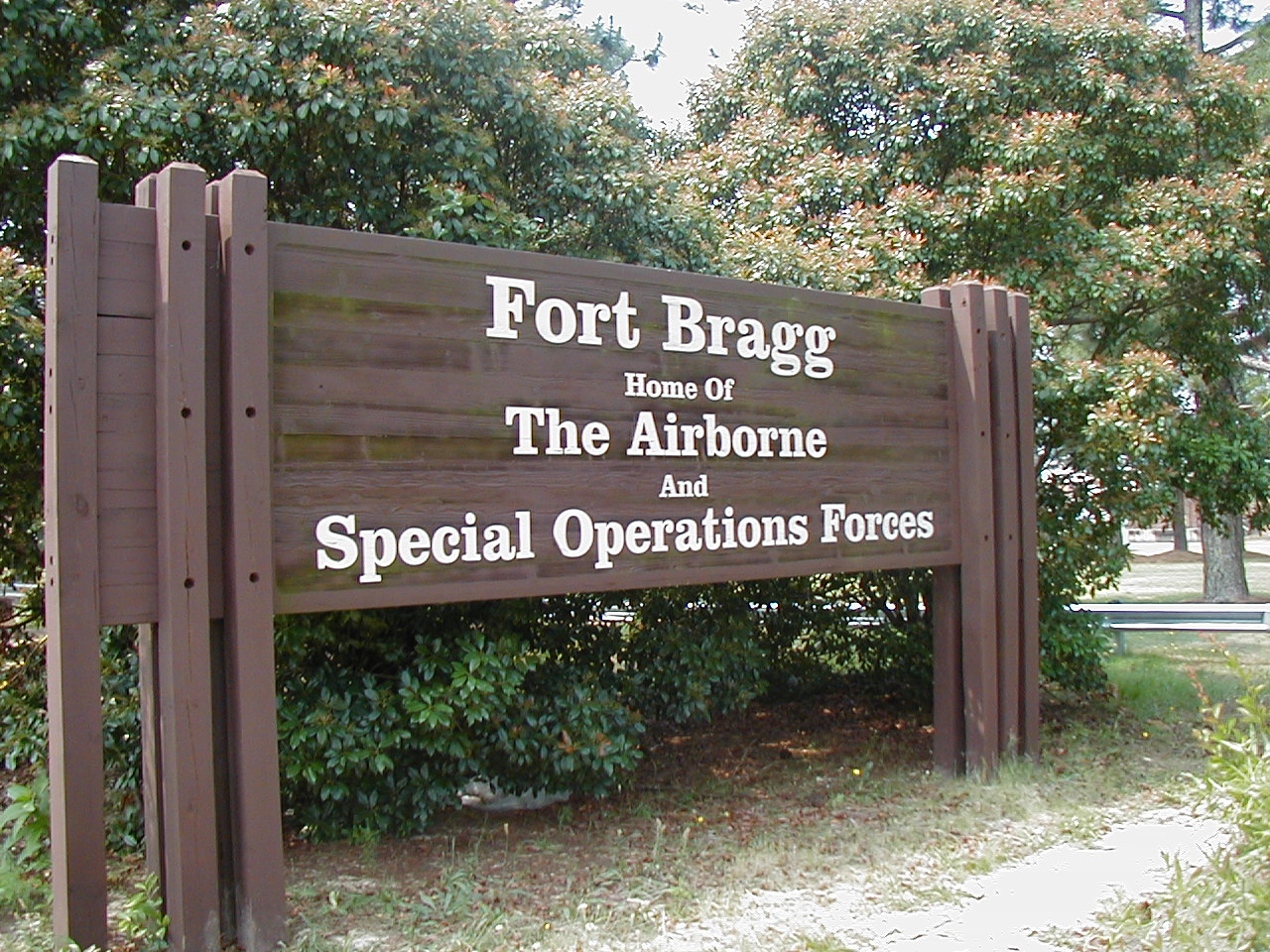
Fort Bragg

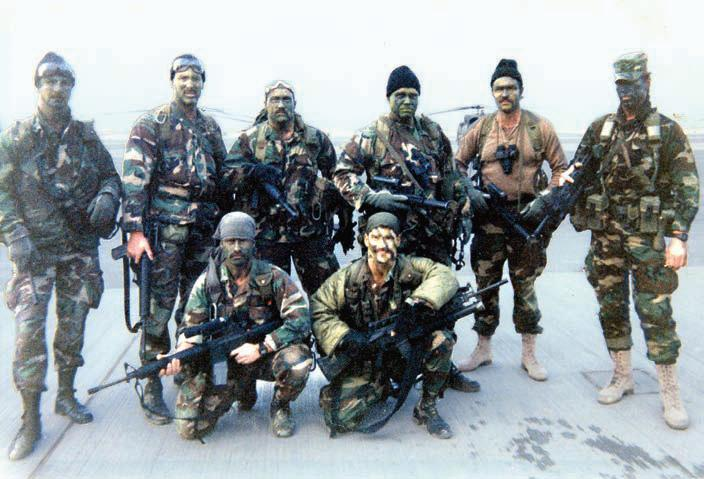
Zelené barety krátce před průnikem do Iráku, únor 1991

Jednotku založil plukovník Aaron Bank dne 19. června 1952. Získala nepřesný název 10. SFGA (Special Force Group Airborne). Prvními členy byli veteráni z druhé světové války, bývalí členové rangers a výsadkáři, přičemž zpočátku se jednalo o 2300 vojáků. Mezi hlavní úkoly patřil průnik na nepřátelské území buď po zemi, vzduchem nebo po moři a následný partyzánský boj proti nepříteli, popř. provádění tajných operací. Vojáci musí být schopni přežít v nepřátelském území i několik měsíců bez dodávek zásob.
V roce 1953 byla 10 SFGA rozdělena do dvou jednotek. Jedna byla poslána do Západního Německa do města Bad Tölz, zatímco druhá zůstala na základně Fort Bragg a byla přejmenována na 77 SFGA. Dvě školicí skupiny byly poslány do Japonska a prováděly mise v jihovýchodních asijských zemích, mezi nimž byl i Jižní Vietnam. V roce 1957 byla z těchto dvou skupin vytvořena 1 SFGA se sídlem na Okinawě.
V roce 1960 byla 77 SFGA přejmenována a dále označována jako 7 SFGA. Ve stejném roce základnu Fort Bragg navštívil prezident John F. Kennedy. Na žádost vojáků jim bylo dovoleno nosit zelené barety, od čehož pochází název.
V roce 1971 se snížil počet jednotek a změnil tréninkový program. V červenci 1971 byla zřízena protiteroristická jednotka 1 SFOD, někdy nazývaná „Delta Force“. Pro stejné účely byla založena v roce 1977 jednotka s názvem „Blue Light“, která byla o rok později rozpuštěna.
Po roce 1980 byly jednotky nasazeny na několika místech po celém světě. Část misí se změnila na mírové a humanitární mise.
Zelené barety byly zapojeny do akcí během války ve Vietnamu, stejně jako do konfliktů v Iráku, Bosně, Afghánistánu, Haiti a Panamě. V závislosti na politice a zájmech USA tyto jednotky pomáhaly dokončit převrat nebo podporovaly povstalce.

## Výcvik
Při náboru je důležitá především kvalita, nikoliv kvantita. Vojáci se musí naučit: vojenské řády, práci s mapou, zásady hlídkování, plánování, velení, provádění přepadů a střelbu. Dále musí znát: vojenskou techniku, zbraně, vybavení, orientaci v terénu. Prodělávají fyzickou přípravu, parašutistický výcvik, výcvik pro odstřelovače, zdravotní školení a taktický výcvik pod palbou ostrou municí. Mezi další vzdělávání patří způsoby pronikání na nepřátelské území, výuka jazyků, zvyků a kultury různých oblastí světa. Vojáci projdou kurzem SERE (přežití, únik, odolnost a útěk). Učí se jak vyrobit jednoduchý kompas, jednoduché zbraně, uplést lano, jak získat potravu apod.

## Struktura

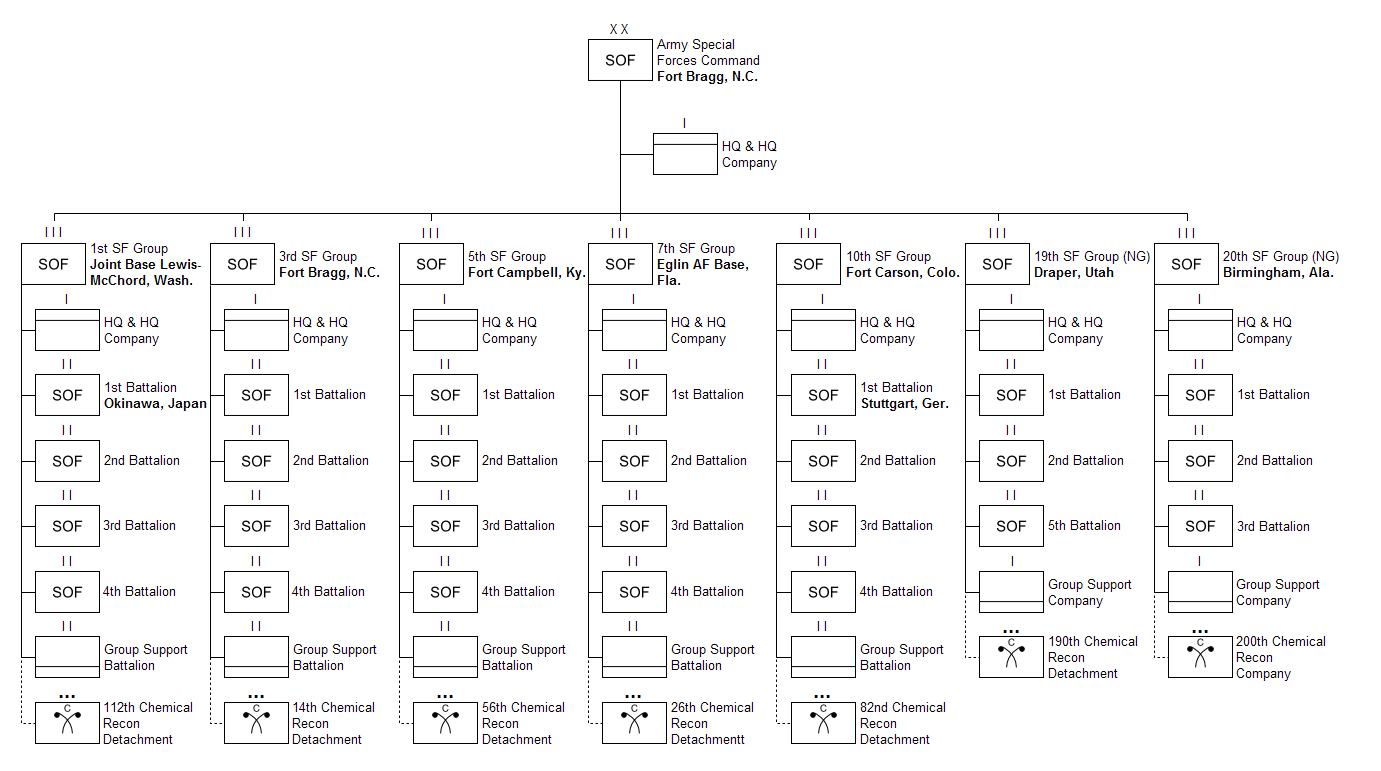
Struktura zelených baretů

Jednotka je rozdělena do skupin. Každou skupinu tvoří několik osob až několik desítek osob. Standardní skupinu tvoří tzv. velká čtyřka „Big Four“ a dalších 8 specialistů. Velkou čtyřku tvoří: velitel, zástupce velitele, zpravodajský seržant a asistent velitele.
Zbývajících osm členů jsou specialisté ve čtyřech oblastech:
- 2 specialisté na zbraně,
- 2 ženisté,
- 2 zdravotníci,
- 2 specialisté na komunikaci.

Specialista na zbraně musí být schopen zvládnout všechny typy zbraní, se kterými bude muset vypořádat s při výkonu služby. Ženista prochází kurzem, kde je seznámen s elektrotechnikou, stavebnictvím apod. Pokud je oblast, ve které skupina působí, např. zasažena hurikánem, musí být ženisté schopni pomoci místnímu obyvatelstvu. Zdravotníci musí být schopni poskytnout první pomoc, stabilizovat raněné, organizovat evakuaci, a pokud je to nutné diagnostikovat a léčit pacienty.